# 성인영화
성인영화(成人映畫, adult movie)는 성인들만 시청하도록 하고 청소년 이하 미성년자는 볼 수 없도록 한 영화이다. 성인용 영화라고도 불리는 데 이것은 잘못된 표현이다. 나체 등 성적인 노출과 과도한 폭력 장면, 잔혹하게 사람을 죽이는 장면 등이 있는 속칭 19금 영화가 대상이 된다.

## 종류
- 에로 영화
- 포르노 영화